# سی‌سی‌جی‌اس دبلیو. ای. ریکر
سی‌سی‌جی‌اس دبلیو. ای. ریکر (به انگلیسی: CCGS W. E. Ricker) یک کشتی است که طول آن ۵۸ متر (۱۹۰ فوت ۳ اینچ) می‌باشد.